# Курульская волость (Изюмский уезд)
Курульская во́лость — историческая административно-территориальная единица Изюмского уезда Харьковской губернии с волостным правлением в селе Курулька (Корулька).
По состоянию на 1885 год состояла из 8 поселений, 10 сельских общин. Население — 3239 человек (1658 человека мужского пола и 1581 — женского), 447 дворовых хозяйств.
|                       | Площадь | В т.ч. пахотной |
| --------------------- | ------- | --------------- |
| Сельских общин        | 2161    | 1984            |
| Частной собственности | 11101   | 4867            |
| Другой собственности  | 153     | 150             |
| В целом               | 13415   | 7001            |

Основные поселения волости:
- Курулька (Корулька) - бывшее владельческое село при реке Курульке в 25 верстах от уездного города Изюма. В селе волостное правление, 192 двора, 1173 жителя, православная церковь, школа, винокуренный завод.[1]
- Пашково (Богородаевское, Дмитровка) - бывшее владельческое село при реке Курульке. В селе 50 дворов, 310 жителей, православная церковь.[1]

Храмы волости:
- Алексиевская церковь в селе Курулька.[2]
- Иоанно-Предтеченская церковь в селе Пашково.[2]